# Daryn Okada
Daryn Okada (Los Angeles, 2 gennaio 1960) è un direttore della fotografia statunitense.
Okada è il presidente della American Society of Cinematographers.

## Filmografia parziale
- Fantasmi II (Phantasm II), regia di Don Coscarelli (1988)
- Finché dura siamo a galla (Captain Ron), regia di Thom Eberhardt (1992)
- La pecora nera (Black Sheep), regia di Penelope Spheeris (1996)
- Vanishing Point, regia di Charles Robert Carner (1997)
- Anna Karenina, regia di Bernard Rose (1997)
- Halloween - 20 anni dopo (Halloween H20: 20 Years Later), regia di Steve Miner (1998)
- Effetti collaterali (Senseless), regia di Penelope Spheeris (1998)
- Lake Placid, regia di Steve Miner (1999)
- Il dottor Dolittle 2 (Dr. Dolittle 2), regia di Steve Carr (2001)
- Amici x la morte (Cradle 2 the Grave), regia di Andrzej Bartkowiak (2003)
- Mean Girls (Mean Girls), regia di Mark Waters (2004)
- Scatto mortale - Paparazzi (Paparazzi), regia di Paul Abascal (2004)
- Se solo fosse vero (Just Like Heaven), regia di Mark Waters (2005)
- Stick It - Sfida e conquista (Stick It), regia di Jessica Bendinger (2006)
- Tutti i numeri del sesso (Sex and Death 101), regia di Daniel Waters (2007)
- Baby Mama, regia di Michael McCullers (2008)
- La rivolta delle ex (The Ghosts of Girlfriends Past), regia di Mark Waters (2009)
- La concessionaria più pazza d'America (The Goods: Live Hard, Sell Hard), regia di Neal Brennan (2009)
- American Pie: Ancora insieme (American Reunion), regia di Jon Hurwitz e Hayden Schlossberg (2012)
- Bastardi in divisa (Let's Be Cops), regia di Luke Greenfield (2014)